# Jesús Garay (calciatore)
Jesús Garay Vecino (Bilbao, 10 settembre 1930 – Bilbao, 10 febbraio 1995) è stato un calciatore e allenatore di calcio spagnolo, di ruolo difensore.

## Carriera

### Club
Debutta con l'Athletic Bilbao nella Primera División spagnola l'8 ottobre 1950 nella partita Athletic-Celta Vigo (9-4).
Jesús Garay figura nell'enciclopedia dell'Athletic Club come il miglior difensore della storia del club, in cui ha militato per dieci stagioni, conquistando tre coppe del Generalisimo ed un campionato.
La Tribuna Norte dello Stadio San Mamés, è conosciuta popolarmente con il nome di Tribuna Jesús Garay, poiché venne costruita con i soldi (6 milioni di pesetas) che il Barcellona sborsò per assicurarsi le prestazioni del difensore.
Con i blaugrana vinse una Coppa del Re, concludendo la carriera al Malaga.

### Nazionale
Ha debuttato con le Furie Rosse il 19 marzo 1953 contro la selezione belga, ed ha partecipato al Campionato mondiale di calcio 1962 in Cile.

## Palmarès
- Campionato spagnolo: 1

Athletic Bilbao: 1955-1956
- Coppa di Spagna: 4

Athletic Bilbao: 1955, 1956 e 1958
Barcellona: 1963